# Campionato nordico di calcio 1968-1971
Il Campionato nordico di calcio 1968-1971 (Nordisk Mesterskap 1968-1971) fu la decima edizione del Campionato nordico di calcio, competizione calcistica per nazione riservata ai paesi scandinavi. La competizione si svolse in forma itinerante dal 4 giugno 1968 al 26 settembre 1971 e vide la partecipazione di quattro squadre: Danimarca, Finlandia, Norvegia e Svezia.

## Formula
- Qualificazioni

Nessuna fase di qualificazione. Le squadre sono qualificate direttamente alla fase finale.
- Fase finale

Girone unico - 4 squadre, giocano partite di andata e ritorno per due turni. La vincente si laurea campione dei Paesi Nordici.

## Squadre partecipanti
| Pr. | Squadra   | Data di qualificazione certa | Partecipante in quanto | Partecipazioni precedenti al torneo                                                                   | Ultima presenza |
| --- | --------- | ---------------------------- | ---------------------- | --- | --------------- |
| 1   | Danimarca | -                            | Qualificata di diritto | 9 (1924-1928, 1929-1932, 1933-1936, 1937-1947, 1948-1951, 1952-1955, 1956-1959, 1960-1963, 1964-1967) | 1964-1967       |
| 2   | Finlandia | -                            | Qualificata di diritto | 8 (1929-1932, 1933-1936, 1937-1947, 1948-1951, 1952-1955, 1956-1959, 1960-1963, 1964-1967)            | 1964-1967       |
| 3   | Norvegia  | -                            | Qualificata di diritto | 9 (1924-1928, 1929-1932, 1933-1936, 1937-1947, 1948-1951, 1952-1955, 1956-1959, 1960-1963, 1964-1967) | 1964-1967       |
| 4   | Svezia    | -                            | Qualificata di diritto | 9 (1924-1928, 1929-1932, 1933-1936, 1937-1947, 1948-1951, 1952-1955, 1956-1959, 1960-1963, 1964-1967) | 1964-1967       |

Nella sezione "partecipazioni precedenti al torneo", le date in grassetto indicano che la nazione ha vinto quella edizione del torneo, mentre le date in corsivo indicano la nazione ospitante.

## Fase finale

### Girone unico

#### Classifica
| Pos | Squadra   | P.ti | G  | V  | N | P | GF | GS | DR  |
| --- | --------- | ---- | -- | -- | - | - | -- | -- | --- |
| 1   | Svezia    | 22   | 12 | 10 | 2 | 0 | 32 | 10 | +22 |
| 2   | Danimarca | 11   | 12 | 4  | 3 | 5 | 21 | 16 | +5  |
| 3   | Norvegia  | 11   | 12 | 4  | 3 | 5 | 19 | 25 | -6  |
| 4   | Finlandia | 4    | 12 | 0  | 4 | 8 | 10 | 31 | -21 |

#### Risultati
| Arbitro: | Sven Jonsson |

|           |           |                           |
| Tolsa 60’ | Marcatori | 3’, 79’ Lund 18’ Le Fevre |

| Arbitro: | Arvo Jokinen |

|                                               |           |             |
| Troelsen 22’, 24’, 77’ (rig.) Larsen 42’, 55’ | Marcatori | 2’ Presberg |

| Arbitro: | Johan Riseth |

|                         |           |                      |
| Lindman 18’ Nordahl 52’ | Marcatori | 28’ (aut.) Nordqvist |

| Arbitro: | Carl Werner Hansen |

|                                            |           |           |
| Iversen 36’, 52’ Dybwad-Olsen 60’ Berg 85’ | Marcatori | 75’ Tolsa |

| Arbitro: | Karl Riegg |

|  |           |                                         |
|  | Marcatori | 33’ Eriksson 63’ Andersson 68’ Selander |

| Arbitro: | Janus Aalbrecht |

|                         |           |              |
| Dybwad-Olsen 30’ (rig.) | Marcatori | 17’ Eriksson |

| Arbitro: | Frede Hansen |

|                                                    |           |  |
| Johansson 6’, 75’ Svensson 58’ Kautonen 86’ (aut.) | Marcatori |  |

| Arbitro: | Kevin Howley |

|                                             |           |                     |
| Pålsson 8’ Ejderstedt 9’, 25’ Andersson 69’ | Marcatori | 7’ Iversen 70’ Berg |

| Arbitro: | Henry Øberg |

|  |           |            |
|  | Marcatori | 62’ Eklund |

| Arbitro: | Einar Boström |

|                       |           |                  |
| Tolsa 5’ Lindholm 13’ | Marcatori | 21’, 29’ Iversen |

| Arbitro: | Theo Boosten |

|                                      |           |                       |
| Jensen 12’, 14’, 43’ Larsen 25’, 71’ | Marcatori | 3’ Lindholm 90’ Tolsa |

| Arbitro: | Martti Hirviniemi |

|                               |           |  |
| Dybwad-Olsen 26’ Sæthrang 35’ | Marcatori |  |

| Arbitro: | Norman Burtenshaw |

|           |           |              |
| Tolsa 58’ | Marcatori | 48’ Pedersen |

| Arbitro: | Gerhard Kunze |

|                         |           |  |
| Paulsen 59’ Seemann 76’ | Marcatori |  |

| Arbitro: | Väinö Toivola |

|             |           |              |
| Pålsson 48’ | Marcatori | 73’ Pedersen |

| Arbitro: | Henry Øberg |

|                    |           |                             |
| Lindholm 89’, rig’ | Marcatori | 50’ Almqvist 67’ Brzokoupil |

| Arbitro: | Kaj Rasmussen |

|                              |           |                                                        |
| Nilsen 9’ Fuglset 28’ (rig.) | Marcatori | 26’ Danielsson 56’ Brzokoupil 60’, 87’ (rig.) Svensson |

| Arbitro: | Einar Boström |

|  |           |             |
|  | Marcatori | 56’ Iversen |

| Arbitro: | Hans-Joachim Weyland |

|                                                  |           |                |
| Larsson 56’ Svensson 69’ Persson 71’ Pålsson 90’ | Marcatori | 6’ Paatelainen |

| Arbitro: | Walter Eschweiler |

|            |           |                          |
| Bjerre 39’ | Marcatori | 5’, 44’ Grahn 27’ Eklund |

| Arbitro: | Martti Hirviniemi |

|                                             |           |  |
| Sandberg 35’ Pålsson 44’ Larsson 83’ (rig.) | Marcatori |  |

| Arbitro: | Kaj Sørensen |

|             |           |                   |
| Suhonen 71’ | Marcatori | 1’ (rig.) Fuglset |

| Copenaghen 8 settembre 1971 | Danimarca            | 0 – 0 referto | Finlandia | Københavns Idrætspark (14 000 spett.)\| Arbitro: \| Rolf Hennum Andersen \| |
| Arbitro:                    | Rolf Hennum Andersen |               |           |                                                                             |

| Arbitro: | Einar Boström |

|             |           |                                             |
| Fuglset 28’ | Marcatori | 8’, 18’ Schriver 16’Nygaard 86’') Markussen |

## Statistiche

### Classifica marcatori
| Gol |  |  | Giocatore          | Squadra   |
| --- |  |  | ------------------ | --------- |
| 6   |  |  | Odd Iversen        | Norvegia  |
| 5   |  |  | Arto Tolsa         | Finlandia |
| 4   |  |  | Steen Rømer Larsen | Danimarca |
| 4   |  |  | Sten Pålsson       | Svezia    |
| 4   |  |  | Tommy Svensson     | Svezia    |
| 3   |  |  | Ola Dybwad-Olsen   | Norvegia  |
| 3   |  |  | Bent Jensen        | Danimarca |
| 3   |  |  | Tommy Lindholm     | Finlandia |
| 3   |  |  | Tommy Troelsen     | Danimarca |